# Baisopardus araripensis
Baisopardus araripensis là một loài côn trùng trong họ Palaeoleontidae thuộc bộ Neuroptera. Loài này được Martins-Neto miêu tả năm 1992.